# Víktor Kiréyev
Víktor Serguéyevich Kiréyev (Óblast de Penza, 5 de mayo de 1987) es un jugador de balonmano ruso que juega de portero en el Zenit de San Petersburgo. Es internacional con la selección de balonmano de Rusia.
Su primer gran campeonato con la selección fue el Campeonato Europeo de Balonmano Masculino de 2016.

## Palmarés

### Motor Zaporiyia
- Liga de Ucrania de balonmano (4): 2017, 2018, 2019, 2020

### Füchse Berlin
- Liga Europea de la EHF (1): 2023

## Clubes
| Club                     | País     | Año         |
| ------------------------ | -------- | ----------- |
| HC Kaustik Volgograd     | Rusia    | 2005 - 2014 |
| HC Neva San Petersburgo  | Rusia    | 2014 - 2016 |
| Motor Zaporiyia          | Ucrania  | 2016 - 2020 |
| CSKA Moscú               | Rusia    | 2020 - 2022 |
| Füchse Berlin            | Alemania | 2022 - 2024 |
| Zenit de San Petersburgo | Rusia    | 2024 - Act. |